# 1029 (numero)
Milleventinove (1029) è il numero naturale dopo il 1028 e prima del 1030.

## Proprietà matematiche
- È un numero dispari.
- È un numero composto da 8 divisori: 1, 3, 7, 21, 49, 147, 343, 1029. Poiché la somma dei suoi divisori (escluso il numero stesso) è 571 < 1029, è un numero difettivo.
- È un numero nontotiente in quanto dispari e diverso da 1.
- È un numero odioso.
- È parte delle terne pitagoriche (980, 1029, 1421), (1029, 1372, 1715), (1029, 3528, 3675), (1029, 8372, 8435), (1029, 10780, 10829), (1029, 25200, 25221), (1029, 58820, 58829), (1029, 75628, 75635), (1029, 176472, 176475), (1029, 529420, 529421).

## Astronomia
- 1029 La Plata è un asteroide della fascia principale del sistema solare.
- NGC 1029 è una galassia situata nella costellazione dell'Ariete.

## Astronautica
- Cosmos 1029 è un satellite artificiale russo.